# 1700 Звездара
1700 Звездара (1700 Zvezdara) — астероїд головного поясу, відкритий 26 серпня 1940 року.
Тіссеранів параметр щодо Юпітера — 3,512.
Названо на честь муніципалітету в Сербії Звездара (серб. Звездара).